# شوكت حياة خان
شوكت حياة خان (بالأردية: شوكت حيات خان)؛ (24 سبتمبر 1915 - 25 سبتمبر 1998)، رائد متقاعد، وسياسي مؤثر وضابط عسكري وناشط في حركة باكستان، لعب دورًا رئيسيًا في تنظيم رابطة مسلمي عموم الهند في البنجاب الخاضع للسيطرة البريطانية.
تلقى تعليمه في جامعة عليكره المسلمة وخدم في الجيش الهندي البريطاني في مسرح عمليات المتوسط والشرق الأوسط في الحرب العالمية الثانية، وشارك بنشاط في السياسة من خلال منصة رابطة مسلمي عموم الهند. بعد تقاعده لفترة وجيزة عاد إلى السياسة خلال الانتخابات العامة التي أجريت في عام 1970 وكان مفاوضًا فعالاً في محاولة تسوية القضايا السياسية مع رابطة عوامي.